# Strömsbro
För andra betydelser, se Strömsbro (olika betydelser).
Strömsbro är en stadsdel i Gävle, cirka 4 km norr om Gävle centrum. Huvuddelen av Strömsbro är uppbyggt med gatorna som ett rutnät och alla hus är byggda på tomtgränsen mot gatan. I Strömsbro finns Strömsbro kyrka.
Testeboån flyter igenom Strömsbro som har växt upp kring kronobränneriet från 1776, tillhörande sädesmagasin, textilfabriken Gefle Manufakturaktiebolag från 1874, som hade Europas största vattenhjul som drev spinnerimaskinerna samt tillhörande arbetarbostäder. Strömsbro herrgård finns även och är ett av de större bostadshusen. Fram till 1990-talet fanns en senapsfabrik, HGS, som numera är bostäder.
Testeboån och järnvägen skiljer Strömsbro från grannstadsdelen Stigslund, och där vägen korsar järnvägen finns en hårt trafikerad plankorsning som ligger precis där Norra stambanan (Gävle–Ockelbo Järnväg) och Ostkustbanan går ihop norrifrån.
Här verkar idrottsföreningen Strömsbro IF, som bildades 1921. Här finns även skola, ungdomsgården Vävaren i det gamla kronobränneriet samt pizzeria.
Sångerskan Britta Bergström är född och uppvuxen i Strömsbro.